# Чемпионат мира по летнему биатлону 1998
3-й чемпионат мира по летнему биатлону прошёл в словацком Осрбли (под Брезно) 18-20 сентября 1998 года. Было разыграно по 3 комплекта наград в кроссовых гонках у мужчин и женщин — в спринте, гонке преследования и эстафете.

## Результаты гонок чемпионата
| Гонка                                                            | Мужчины | Женщины |
| Спринт 18 сентября 1998 Мужчины: 6 км Женщины: 4 км              | 1. Алексей Кобелев 22:26.1 (1) 2. Вильфрид Палльхубер +7.1 (0) 3. Олег Руденко +12.6 (0) | 1. Надежда Таланова 20:55.9 (1) 2. Нина Лемеш +30.3 (3) 3. Адрианна Бабик +32.9 (0) |
| Гонка преследования 19 сентября 1998 Мужчины: 8 км Женщины: 6 км | 1. Вильфрид Палльхубер 35:10.0 (1) 2. Алексей Кобелев +17.0 (5) 3. Константин Попов +32.0 (3) | 1. Мартина Шварцбахерова 34:15.6 (4) 2. Нина Лемеш +22.4 (6) 3. Магдалена Гжива +29.1 (1) |
| Эстафета 20 сентября 1998 Мужчины: 4х6 км Женщины: 4х4 км        | 1. Россия 1:35:36.7 (1) (Олег Руденко, Константин Попов, Сергей Просвирнин, Владимир Бехтерев) 2. Украина +1:21.1 (1) (Михаил Сизон, Юрий Дмитренко, Александр Беланенко, Вячеслав Деркач) 3. Польша +2:24.3 (1) (Гжегож Гжива, Томаш Сикора, Казимеж Урбаняк, Войцех Козуб) | 1. Белоруссия 1:32:50.9 (2) (Ирина Тананайко, Наталья Рыженкова, Наталья Мурщакина, Светлана Парамыгина) 2. Словакия +45.6 (4) (Мартина Шварцбахерова, Анна Муринова, Татьяна Кутликова, Марцела Павковчекова) 3. Россия +1:48.7 (2) (Ольга Паликова, Елена Сафарова, Елена Думнова, Надежда Таланова) |

## Медальный зачёт
| Место | Страна   |   |   |   | Всего |
| ----- | -------- | - | - | - | ----- |
| 1     | Россия   | 3 | 1 | 3 | 7     |
| 2=    | Италия   | 1 | 1 | 0 | 2     |
| 2=    | Словакия | 1 | 1 | 0 | 2     |
| 4     | Беларусь | 1 | 0 | 0 | 1     |
| 5     | Украина  | 0 | 3 | 0 | 3     |
| 6     | Польша   | 0 | 0 | 3 | 3     |
|       | Всего    | 6 | 6 | 6 | 18    |